# صدف خرمای آسیایی
صدف خرمای آسیایی (انگلیسی: Arcuatula senhousia)، گونه‌ای از صدف‌های دو کفه‌ای دریایی است. این صدف بومی سواحل اقیانوس آرام آسیا است، اما در حال حاضر به عنوان یک گونه مهاجم در بسیاری از نقاط جهان از جمله اروپا، آمریکای شمالی و استرالیا یافت می‌شود.
صدف خرمای آسیایی یک صدف سیاه آب شور کوچک است که در خانواده سیاه‌صدفان قرار می‌گیرد. نام‌های عمومی دیگر این گونه عبارتند از: صدف آسیایی یا صدف کیسه‌ای، صدف ژاپنی، صدف سن‌هاوس، صدف سبز (نامی که برای Perna viridis نیز استفاده می‌شود) و صدف کیسه‌ای سبز. این صدف در چین برای مصرف انسان برداشت می‌شود.
صدف خرمای آسیایی از طریق پالیده‌خواری آب برای یافتن پلانکتون‌ها و مواد آلی موجود در آب تغذیه می‌کند. این صدف‌ها تولید مثل بسیار بالایی دارند و می‌توانند به سرعت جمعیت خود را افزایش دهند.

## زیستگاه
این صدف بومی اقیانوس آرام از سیبری تا سنگاپور است، اما به‌طور تصادفی به بسیاری از مناطق دیگر جهان معرفی شده و به یک گونه مهاجم تبدیل شده است. این صدف می‌تواند در پهنه میان‌کشندی یا مناطق کم‌عمق ساحلی زندگی کند. در کالیفرنیا، تراکم این گونه تا ۱۵۰۰۰۰ عدد در هر متر مربع ثبت شده است. این صدف به سرعت رشد می‌کند و تنها حدود ۲ سال عمر می‌کند. این صدف بسترهای نرم را ترجیح می‌دهد و پوسته خود را در توده‌ای متراکم از بیسوس محصور می‌کند.
این صدف‌ها معمولاً در مناطق کم عمق ساحلی، مصب‌ها و خورها زندگی می‌کنند و به سطوح سخت مانند سنگ‌ها، اسکله‌ها و بدنه کشتی‌ها می‌چسبند. صدف خرمای آسیایی به عنوان یک گونه مهاجم شناخته می‌شود زیرا می‌تواند به سرعت در محیط‌های جدید مستقر شود و به دلیل رقابت برای غذا و فضا، تنوع زیستی بومی را تحت تأثیر قرار دهد. این صدف همچنین می‌تواند به زیرساخت‌های ساحلی مانند لوله‌ها و سیستم‌های خنک‌کننده آسیب برساند.
یکی از چندین اثر منفی این گونه مهاجم این است که تأثیر مخربی بر نواری‌ها دارد.

## توضیحات
این صدف نسبتاً کوچک است و طول آن به‌طور معمول به ۲٫۵ تا ۵ سانتی‌متر می‌رسد.
صدف خرمای آسیایی دارای پوسته‌ای کشیده و باریک است که اغلب به رنگ سیاه، قهوه ای تیره یا سبز تیره می‌باشد. این گونه با اندازه نسبتاً کوچک و شکل متورم خود و همچنین با رنگ سبز لایه بیرونی پیراپوسته‌اش از سایر صدف‌ها متمایز می‌شود. پوسته دارای خطوط قرمز تابشی روی سطوح پشتی، دندان‌های داخلی کوچک در لبه پشتی خلفی رباط، و دنده‌های کوچک قدامی به نوکِ کفه (umbo) است. این صدف می‌تواند تا ۳۰ میلی‌متر (۱+۱/۸ اینچ) طول رشد کند. این صدف همچنین به خاطر رشد نسبتاً سریع خود شناخته شده است و حداکثر طول عمر آن حدود دو سال است.

## اهمیت اقتصادی
در برخی از کشورهای آسیایی، صدف خرمای آسیایی به عنوان یک منبع غذایی مورد استفاده قرار می‌گیرد و به دلیل طعم و مزه خاص خود محبوبیت دارد. با این حال، در مناطقی که به عنوان گونه مهاجم معرفی شده است، به دلیل اثرات منفی آن بر محیط زیست و اقتصاد، به عنوان یک آفت شناخته می‌شود.

## رفتار
صدف خرمای آسیایی از رشته‌های بیسوس استفاده می‌کند تا نوعی پیله به دور خود تشکیل دهد. این پیله ممکن است به دلیل پوسته‌های نسبتاً نازک این گونه برای محافظت و همچنین برای کمک به تثبیت افراد در رسوبات مورد نیاز باشد. پیله‌های افراد می‌توانند در هم تنیده شوند و حصیری تشکیل دهند که تمایل دارد پوسته‌های دیگر، رسوبات، جلبک‌ها و مواد تخریبی را روی سطح خود به دام بیندازد.

## شکارچیان
شکارچیان صدف خرمای آسیایی بسته به جانوران بومی منطقه متفاوت است. برای مثال، در پای‌رود رود سوان در استرالیای غربی، شکار عمدتاً توسط شکم‌پایان گوشت‌خوار مانند Nassarius burchardi یا Bedeva paivae که از طریق پوسته نازک صدف سوراخ می‌کنند، رخ می‌دهد. با این حال، در خلیج میشن در سن دیگو، شکارچیان اصلی صدف شامل شانک‌ماهی سفید، شوریده‌ماهی لکه‌باله، شوریده‌ماهی زردباله، آبچلیک فربه و گیلانشاه مرمری (به ترتیب سه ماهی و دو گونه پرنده) هستند. سایر شکارچیان کم‌اهمیت‌تر عبارتند از شکم‌پایان گوشت‌خوار (به‌ویژه Pteropurpura festiva)، سخت‌پوستان، خارپوستان، ماهی‌ها و مرغابی‌ها. تحقیقات اخیر بر اهمیت شکار صدف خرمای آسیایی توسط جانوران بومی به عنوان وسیله‌ای برای کاهش اثرات منفی گونه‌های مهاجم بر اکوسیستم‌ها تأکید کرده‌اند.
صدف‌های خرمای آسیایی نیز با شکار توسط انسان مواجه هستند. این صدف به عنوان غذا در چین، به عنوان غذای موجودات اهلی در ژاپن، تایلند و هند، و همچنین به عنوان طعمه ماهیگیری در سراسر آسیا جمع‌آوری می‌شود. در حال حاضر هیچ استفاده تجاری یا تفریحی برای این صدف در مناطق مورد تهاجم وجود ندارد. پیشنهاد شده است که برداشت این گونه ممکن است به کاهش اثرات تهاجم آنها کمک کند. با این حال، تعدادی از اثرات زیان‌بار مرتبط با برداشت دریابن وجود دارد.

## تأثیر بر اکوسیستم‌های مورد تهاجم
تحقیقات نشان داده است که صدف خرمای آسیایی می‌تواند اثرات متنوعی بر اکوسیستم‌های مختلف داشته باشد. برای مثال، در پای‌رود رود سوان در استرالیای غربی، وجود حصیرهای صدف خرمای آسیایی باعث افزایش زیست‌توده کلان‌ارگانیسم‌های دریابن شده است.
در خلیج میشن در سن دیگو، کالیفرنیا، ایالات متحده آمریکا، افزایش فراوانی صدف خرمای آسیایی باعث کاهش غنای گونه‌ای و فراوانی Solen rostriformis بومی و همچنین ناپدید شدن کامل Chione fluctifraga بومی شده است. صدف خرمای آسیایی همچنین صد برابر فراوان‌تر از هر دوکفه‌ای بومی شده است. با این حال، دو گونه بومی دیگر در خلیج ظاهر شده‌اند: Macoma nasuta و Chione undatella. آزمایش‌های آزمایشگاهی با استفاده از این گونه‌ها نشان می‌دهد که رشد و بقای گونه‌های سطح‌زی و تغذیه‌کننده معلق از جنس Chione در مناطقی که صدف خرمای آسیایی فراوان است، به شدت کاهش می‌یابد. با این حال، جمعیت‌های Macoma nasuta که در عمق بیشتری زندگی می‌کنند و از رسوبات تغذیه می‌کنند، تحت تأثیر تهاجم صدف قرار نمی‌گیرند.
رویدادهای مشابهی در Sacca di Goro، یک کولاب (تالاب) لب شور در دلتای رودخانه پو در شمال دریای آدریاتیک در ایتالیا مشاهده شده است که صدف خرمای آسیایی در اوایل دهه ۱۹۹۰ به آن حمله کرد. محققان دریافته‌اند که رشد و بقای پالیده‌خواران پس از ورود صدف خرمای آسیایی به‌طور قابل توجهی کاهش یافته است. همچنین افزایش همزمان در فراوانی پوده‌خواران و گیاه‌خواران مشاهده شده است.
تحقیقات آزمایشگاهی همچنین نشان داده است که گونه‌های ساکن در عمق کمتر تحت تأثیر تهاجم صدف خرمای آسیایی قرار می‌گیرند. حصیرهای صدف تأثیر قابل توجهی بر مرگ و میر گونه‌های صدف دوکفه‌ای ساکن در عمق مانند Tapes decussatus و صدف مانیل ندارند.
رقابت با گونه‌های بومی دلیل اصلی نگرانی در مناطقی از نیوزیلند است که صدف خرمای آسیایی به آن حمله کرده است. بی‌مهرگان زیاگان به‌طور قابل توجهی کمتر هستند و هشت برابر کاهش در فراوانی دوکفه‌ای‌های زیاگان وجود داشته است. با این حال، دانشمندان پیشنهاد می‌کنند که اثرات نامطلوب زیست‌محیطی صدف در نیوزیلند موضعی و کوتاه مدت خواهد بود.
صدف خرمای آسیایی زیستگاه خود را با علف مارماهی در بسیاری از مناطقی که به آن حمله کرده است، به اشتراک می‌گذارد. نشان داده شده است که حضور صدف بر رشد زمین‌ساقه (ریزوم) در علف دریایی تأثیر می‌گذارد. این توانایی گسترش تکه‌های تثبیت شده را کاهش می‌دهد. صدف خرمای آسیایی بیشترین تأثیر مخرب را بر رشد زمین‌ساقه در مناطقی داشت که علف‌های دریایی پراکنده و تکه‌تکه بودند. این موضوع باعث نگرانی طرفداران حفاظت از محیط زیست می‌شود زیرا بسترهای علف‌های دریایی در نتیجه نیروهای انسانی از قبل تخریب شده و پراکنده هستند. حضور صدف خرمای آسیایی فقط می‌تواند وضعیت را بدتر کند.